# Caldierói csata
A caldierói csata 1805. október 29–31. között zajlott a harmadik koalíciós háború során, az André Masséna vezette francia és a Károly főherceg, Teschen hercege parancsnoksága alatt álló osztrák sereg között, a Verona melletti Caldierónál, mely francia győzelemmel ért véget.

## Előzmények
Az 1805-ös háborúban a szövetséges osztrák és orosz hadsereg próbálta legyőzni Napóleon seregeit. A szemben álló felek két hadszíntéren vonultak fel, a főesemények a Duna mentén, majd Morvaországban zajlottak. Másodlagos hadszíntér volt Észak-Itália. Ez utóbbi magyar szempontból mégis jelentősebb volt, hiszen Károly főherceg parancsnoksága alatt itt harcolt a 2., 32., 33., 34., 37., 48., 51., 52. és 61. gyalogezred és a 2., 3., 5., 8., 9. és 10. huszárezredek. A gyalogezredek mind részt vettek az október 30-án kezdődött, három napos caldierói ütközetben.

## A csata
Ez a hely a koalíciós háborúk alatt immár másodszor vált csata színhelyévé. 9 évvel korábban még Alvinczi József visszaszorította Napóleont, de most a franciák győztek annak ellenére, hogy az osztrákok létszámfölényben voltak. A francia tábornoknak mintegy 37 000 katonája, az osztrák főhercegnek 50 000 embere volt. Masséna kezdte támadást a magaslatokat megszállva tartó osztrákok ellen, de azok a faluban kitartottak egészen alkonyatig. Az éjszaka folyamán a főherceg elvitette a hadfelszerelést és a tüzérséget, 5000 embert hátrahagyott Karl von Hillinger vezérőrnagy parancsnoksága alatt, hogy fedezzék visszavonulását. Ez az erő teljes egészében fogságba esett a következő napon.

## Következmények
Az osztrákok 3000 embert veszítettek (halottak és sebesültek összesen), és Hillinger hadtestét is beleértve 8000-en estek fogságba; a franciák közel 4000 embert veszítettek.

## Fordítás
- Ez a szócikk részben vagy egészben a Battle of Caldiero című angol Wikipédia-szócikk fordításán alapul.  Az eredeti cikk szerkesztőit annak laptörténete sorolja fel. Ez a jelzés csupán a megfogalmazás eredetét és a szerzői jogokat jelzi, nem szolgál a cikkben szereplő információk forrásmegjelöléseként.